# Глазырин, Владимир Иванович
Владимир Иванович Глазырин (1909, посёлок Воткинский завод, Сарапульский уезд, Вятская губерния — 17 сентября 1976, город Москва, Российская Федерация) — советский деятель, инженер, директор Ново-Краматорского завода тяжёлого машиностроения имени Сталина Сталинской области. Депутат Верховного Совета УССР 4-5-го созывов.

## Биография
Родился в семье рабочего Воткинского завода. В 1928 году окончил машиностроительный техникум. С 1928 года работал техником-механиком, начальником отдела технического контроля Пермского завода сельскохозяйственных машин, начальником инструментального цеха Запорожского моторного завода.
Член ВКП(б) с 1941 года.
В 1941-1947 годах — начальник отдела Уральского завода тяжелого машиностроения имени Серго Орджоникидзе в городе Свердловске, РСФСР. Без отрыва от производства закончил Уральский политехнический институт.
В 1947-1952 годах — начальник специального отдела, начальник экспериментального цеха «Уралмашзавода» в городе Свердловске.
В 1952-1954 годах — директор Московского завода подъемно-транспортного оборудования «Подъёмник».
В 1954-1963 годах — директор Ново-Краматорского завода тяжелого машиностроения имени Сталина (имени Ленина) Сталинской (с 1961 года — Донецкой) области.
В 1963 — марте 1966 года — начальник управления Совета народного хозяйства СССР.
12 апреля 1966 — 17 сентября 1976 года — заместитель председателя Государственного комитета Совета Министров СССР по материально-техническому снабжению (Госснаба СССР).
Похоронен на Ново-Девичьем кладбище города Москвы.

## Награды
- орден Ленина (17.06.1961)
- два ордена Трудового Красного Знамени (31.12.1966, 18.07.1969)
- три ордена «Знак Почёта» (5.06.1942, 20.04.1956, 27.12.1957)
- орден Красной Звезды (5.08.1944)
- орден Дружбы народов (29.12.1973)
- медали